# Пољско-белоруски етнички сукоб
Пољско-белоруски етнички сукоб се одвијао на територији Западне Белорусије, Бјалистока и Подласја у периоду од 1939 до 1954 годинама. Односи између Белоруса и Пољака су се обострили у вези са Другим светским ратом, након Пољске кампање СССР и прикључења "Источних граница" БССР-у.
У периоду боравка Западне Белорусије у складу Пољске, локално белоруско становништво је страдало од политике државе према националним мањинама. Полонизација је спроведена, те су зато радо поздравили прикључење СССР-у. Пољаци су почели да виде у Белорусима савезнике совјетске власти.
Са почетком совјетске инвазије у регион почела су убиства пољских званичника и бивших војника. У Скидалу је почела побуна против пољске владе под вођством белоруских комуниста.
Током немачке окупације, водио се сукоб између националистичких елита. Нацисти су користили етничке разлике у своје сврхе. У региону су се формирале две струје отпора — прокомунистичка белоруска и пољска националистичка (Армија Крајова). Међутим, није било сукоба, али су пољски партизани водили активну борбу против Белоруса који су подржавали Немце.
Након протеривања Вермахта са белоруско-пољске границе, антисовјетски пољски националистички покрет је настојао да врати регион Пољској. У периоду 1944-1950. године предавао је разгар терористичких акција пољских националиста. Белоруси су пљачкани и убијани.
Последњи одреди пољских партизана остали су у белоруским шумама до 1954. године.